# چین های‌یانگ
چین های‌یانگ (چینی: 覃海洋؛ زادهٔ ۱۷ مهٔ ۱۹۹۹) ورزشکار ورزش شنا اهل چین است.
وی در مسابقات کشوری و بین‌المللی در مجموع برندهٔ ۱۶ مدال طلا، ۷ مدال نقره، ۴ مدال برنز شده است.